# Zyzomys woodwardi
Zyzomys woodwardi або кімберлійський скельний щур — вид мишоподібних гризунів родини мишеві (Muridae). Є ендеміком Австралії. Мешкає в північній тропічній частині Північної території і в прилеглому окрузі Кімберлі в штаті Західна Австралія, у високогірних тропічних лісах.

## Опис
Це гризун середнього розміру, довжина його тіла від 10,4 до 16,9 см; довжина хвоста від 9,4 до 13,5 см. Довжина стопи від 22,1 до 29,7 мм, довжина вух від 15,5 до 22 мм. Вага звіра становить 210 г. Хутро грубе, коричневого кольору. Живіт і задня сторона ніг білі. Хвіст коротший за тулуб, товстий при основі, зверху коричнюватий, знизу білий, покритий шерстинками. 2n = 44.

## Збереження
МСОП вважає цей вид таким, що не потребує особливого нагляду.